# Friedrich Schröder
Fridrich Schröder (ur. 6 sierpnia 1910 w Näfels, zm. 25 września 1972 w Berlinie Zachodnim) – niemiecki kompozytor operetkowy i filmowy, autor wielu przebojów. Jego piosenkę Wir tańca nas porwał wykonywała Wiera Gran a także Mieczysław Fogg (oryginalny tytuł Ich tanze mit dir in den Himmel hinein, film Sieben Ohrfeigen, wykonawcy Lilian Harvey i Willy Fritsch).